# The Transporter
The Transporter (en francès: Le Transporteur) és una pel·lícula francoestatunidenca dirigida per Louis Leterrier i Corey Yuen. El seu escriptor, Luc Besson, s'inspirà en la sèrie de BMW The Hire per crear aquesta pel·lícula. Fou llançada a França el 2 d'octubre del 2002, i l'11 d'octubre als Estats Units. Els protagonistes són Jason Statham com a Frank Martin i Shu Qi com a Lai Kwai. Aquesta és la primera pel·lícula de la sèrie, seguida per Transporter 2 i per Transporter 3.

## Argument
Un exmembre d'algun cos especial, en Frank Martin, presta els seus serveis de conductor expert a qualsevol que pagui bé. En principi ell no s'implica en els afers en què col·labora. De fet, aquest principi no entra dins de les regles quan el paquet que transporta comença a queixar-se i a demanar d'anar a pixar... Aquest acte d'humanitat, una excepció en els seus principis, el convertirà en el blanc d'una colla de gàngsters, alhora que ha d'escapar de la policia.

## Repartiment
- Jason Statham: Frank Martin / el transportista
- Shu Qi: Lai Kwai
- François Berléand: l'inspector Tarconi
- Matt Schulze: Darren Bettencourt / Wall Street
- Ric Young: M. Kwai
- Doug Rand: el cap dels atracadors
- Matthieu Albertini: un dels atracadors
- Sandrine Rigaux: la infermera

## Producció
La producció del film va començar el 1er d'octubre de 2001 El rodatge, d'una durada de 87 dies, s'ha desenvolupat l'any 2001, majoritàriament a França, a París i al Sud, més particularment a la Costa d'Azur a Villefranche-sobre-Mar, Sant-Tropez, Calanques de Marsella, Marsella, Cassis, Canes (la Croisette), Èze, Niça, Sant-Rémy-de-Provence, Menton, Antibes i Cap-d'All. El film igualment ha estat rodat a Mònaco.

## Rebuda
"La millor pel·lícula que Steven Seagal no va fer"
"Obecede la primera llei del cinema d'acció: accelerar el cor i enlluernar a l'ull"
"Una barreja totalment satisfactòria de caos i diversió eixelebrada"
"Una altra pel·lícula d'acció gran i estúpida a l'estil de 'XXX'"